# Karna (Burkina Faso)
Pour les articles homonymes, voir Karna (homonymie).
Karna est une commune rurale située dans le département de Samorogouan de la province de Kénédougou dans la région des Hauts-Bassins au Burkina Faso.

## Géographie
Karna – qui signifie en sénoufo « il y a de la viande ici » – est situé en pays sénoufo à environ 11 km au nord-ouest de Samorogouan.
Le village est divisé en trois grands quartiers : Koromo, Kwan et Sagni qui regroupent les trois principales ethnies de Karna que sont les Bolons, les Sénoufos et les Mossis. Les lieux-dits de Karna sont : Kow, Sébatou, Sian, Kabala et Nagouan.

## Administration
Dépendant sur le plan administratif du maire de Samorogouan (où le village a deux conseillers administratifs) dans ses rapports à l'État et pour l'organisation des services publics, le village de Karna répond également à une chefferie traditionnelle tenue par le chef coutumier qui assure le respect et l'adoration des lieux sacrés et le chef de terre qui régit l'organisation et l'usage des sols ; ces deux chefferies sont tenues actuellement par le même homme. Elles sont transmises de manière patrilinéaire et passe à l'homme le plus âgé dans la grande famille paternelle de l'ancien chef ; la généalogie est : Yanongna, Yafon, Guessiri, Diefoutogo, Yassoyara, Zangdian, Wotirigué, Zandogo et l’actuel qui est Karfa Coulibaly.

## Économie
L'économie de la commune repose sur l'agriculture de subsistance (maïs, sorgho, haricot, arachides, sésame) ainsi que sur la culture de rente du coton dès 1940. Karna a trois Groupements de producteurs de coton (les GPCs Faso gnataga, Benkadi et Bambana) dans le village, deux associations agricoles, un groupement de chasseur, mais pas d'association de femmes. L'élevage (bœufs, chèvres, moutons, volailles) est aussi pratiqué.
Un marché hebdomadaire se tient à Karna depuis 1960, avec la venue de vendeurs et d'acheteurs en provenance de Samorogouan, N'Gorlani, Sindo, Sourou, N'Dana et Banakorosso.

## Santé et éducation
Le centre de soins le plus proche de Karna est le centre de santé et de promotion sociale (CSPS) de Samorogouan. Le dispensaire construit en 2009 n'est en revanche pas fonctionnel. Le village dispose de deux puits à grand diamètre (creusés en 1982 par l'État et en 2005 selon le plan national de grands travaux) et de deux forages (faits en 1998 par l'État et 2007 par les habitants).
La commune possède une école primaire publique de trois classes construite en 1980 et, depuis 2018, un collège d'enseignement général (CEG).

## Religion
Historiquement de religion traditionnelle reposant sur le fétichisme, il existe toujours à Karna des croyances liées au fétiche « Nangué ou Koutounougué » auquel sont sacrifiés des coqs rouges, noirs et blancs. Il existe également deux collines sacrées que sont Sadeba et Danzana.
Le christianisme est assez présent dans le village avec une église pour les protestants dans le quartier bolon et une pour les catholiques près de l'école. L'islam sunnite est présent avec une seule mosquée dans le quartier Zémakan.

## Culture
Il y a deux groupes de balafon dans le village, un sénoufo et un bolon, dont tous les instruments viennent de Samogohiri. Il existe des cérémonies de funérailles et d'initiation au « korigué » qui se déroulent au mois de mars et avril.